# Illies, Nord
Illies là một xã của tỉnh Nord, thuộc vùng Hauts-de-France, miền bắc nước Pháp.